# Love in the Big City
Love in the Big City (Любовь в большом городе) è un film di genere commedia romantica del 2009 diretto da Marjus Vajsberg. È il primo lungometraggio dello studio Kvartal 95, con il supporto di ICTV, ed è il primo film di una trilogia che racconta le avventure di tre amici in cerca del vero amore.

## Trama
Il film è ambientato a New York, e ha come protagonisti gli amici Igor, Artem e Finn Oleg, che lavorano negli Stati Uniti d'America e nel loro tempo libero si divertono vivendo una vita di edonismo. Igor è un dentista, Oleg (soprannominato "Sauna") è un istruttore in un club di fitness di sole donne, e Artem è una guida turistica per russi a New York. Artem è sposato, ma ciò non lo ferma dall'avere alcune scappatelle occasionali. 
Un giorno però, la vita senza preoccupazioni dei tre amici giunge al termine: all'ennesima festa, uno strano uomo fa un brindisi, dicendo: "Che ciò a cui avete brindato voi sia impossibile senza ciò a cui ho brindato io". Da quel momento in poi, i tre amici perdono completamente la capacità di avere rapporti sessuali, e tentano di tutto pur di avere indietro la propria virilità, invano.
Dopo un lungo tormento, i tre scoprono che lo strano uomo alla festa è in realtà San Valentino, trasferitosi negli Stati Uniti per aiutare i suoi residenti a trovare l'amore. Con l'aiuto delle sue abilità mistiche ha "programmato" i tre amici contro la promiscuità. Solo trovare l'amore può aiutare i tre amici, che possono fare sesso solo con una donna amata. Igor, Artem e Oleg affrontano svariate difficoltà e devono trovare la propria strada per capire che il vero amore è la cosa più importante nella vita.